# Йонийски фриз на Партенона
Йонийският фриз на Партенона е скулптурна композиция от барелефи, изработени от пентелийски мрамор, която е създадена, за да украси фриза в горната част на наоса (вътрешното помещение) на атинския Партенон . Композицията е създадена между 443 и 438 г. пр.н.е.  , вероятно под ръководството на Фидий .

## Сегашно състояние
От оригиналния фриз, дълъг  160 метра, оцеляват само 130 метра  . Загубената част е известна само от рисунки направени от френския художник Жак Кери през 1674 г., 13 години преди венецианската армия да бомбардира  храма и да го разруши частично.
Понастоящем по-голямата част от фриза се намира в Британския музей в Лондон. Почти всички други са в Атина, а малка част са в шест различни институции  Фрагменти от фриза могат да бъдат намерени и в архива на Бизли в музея Ashmolean в Оксфорд, в музея Spurlock в Erban, в галерията за скулптури в Базел. 

## История
Фризът включва 378 човешки фигури и 245 животни. Бил   дълъг 160 метра , когато беше завършен, висок 1 метър и имаше максимална дълбочина от 5,6 см. Фризът се състои от 114 блока със средна дължина 1,22 метра всеки и изобразява две успоредни процесии. Изключително нововъведение в конструкцията на Партенона беше, че наосът, следващ пронаоса с шест колони, поддържаше йонийски фриз, а не метопи в дорийски стил, както се очакваше в дорийски храм. Съдейки по наличието на регули и гути в долната част на фриза на източната стена, това оформление е използвано при завършване на строежа на храма вместо дузина метопи и триглифи, които биха могли да бъдат премахнати. 
Мраморът е добиван от планината Пенделикон, която се намира на 19 км от Акропола.Най-вероятно скулпторите са оформяни на самата строителна площадка.   Информация за броя на строителите не е запазена, но според различни оценки броят на скулпторите варира от 3 до 80.Предполага, че са били най-малко девет с мотива, че това е минималният брой скулптори, за да завършат работата. на време.  След това фризът е боядисан и декориран с метал. Въпреки че боите не са оцелели, фонът най-вероятно е бил син, когато сравняваме фриза на Партенона с мрачния сив фон и остатъците от боя върху фриза на храма на Хефест .  Най-вероятно предметите, които са били в ръцете на фигурите, също са били боядисани - тризъбецът на Посейдон и лаврата на Аполон .  Множеството дупки в главите на статуите на Аполон и Хера свидетелстват за това, че боговете са били увенчани с бронзови венци с позлата. 

## Връзки
- Обиколка на фриза на Партенона, уебсайт на гръцкото министерство на културата Архив на оригинала от 2007-09-30 в Wayback Machine.
- Флаш анимация реконструкция на фриза Архив на оригинала от 2018-05-30 в Wayback Machine.
- Hammerwood копие на фриза
- Галерия Duveen в Британския музей

|  | Тази страница частично или изцяло представлява превод на страницата „Ионический фриз Парфенона“ в Уикипедия на руски. Оригиналният текст, както и този превод, са защитени от Лиценза „Криейтив Комънс – Признание – Споделяне на споделеното“, а за съдържание, създадено преди юни 2009 година – от Лиценза за свободна документация на ГНУ. Прегледайте историята на редакциите на оригиналната страница, както и на преводната страница, за да видите списъка на съавторите. ВАЖНО: Този шаблон се отнася единствено до авторските права върху съдържанието на статията. Добавянето му не отменя изискването да се посочват конкретни източници на твърденията, които да бъдат благонадеждни. |